# Gabriel Elias
Gabriel Elias (Belo Horizonte, 19 de fevereiro de 1994) é um cantor e compositor brasileiro. Em 2016, lançou o seu álbum de estreia, Solar, com 12 faixas. Em 2018, lançou três EPs destinado às estações, Primavera, Inverno e Outono, transformados no disco 4 Estações, de 2019. Ganhou notoriedade com a canção "Pequena Flor", que, em 2019, alcançou a parada das músicas mais tocadas no Brasil, sendo, também, tema da novela As Aventuras de Poliana, do SBT. Em 2020, lançou o álbum Música Pra Curar Brasileira, produzido em seu estúdio, em casa, contendo singles como "Fruta Doce", "Pensamentos Soltos" e "Somos Instantes" (com participação de Vitor Kley).

## Biografia
Gabriel Elias iniciou sua paixão pela música aos 8 anos de idade, por influência de seu pai que, à época, frequentava aulas de violão. Assim, Gabriel adquiriu afinidade e também passou a tocar o instrumento, inspirado sobretudo pelo gêneros MPB e folk. Aos 16 anos, inicia a sua carreira como artista, cantando e tocando em bares e eventos de sua cidade, Belo Horizonte. Com isso, passa a postar seus vídeos no YouTube, ganhando visibilidade com suas apresentações e seus covers, como o da música Mulher, do rapper Projota. Influenciado pelo reggae dos anos 2000, passa a produzir e divulgar suas canções autorais, recheadas de menções ao sol, à praia, à areia e ao mar. 

## Discografia
- Solar (2016)
- Quatro Estações (2018)
- Música Pra Curar Brasileira (2020)